# SIREN (SILENT SIRENのアルバム)
『SIREN』（サイレン）は、SILENT SIRENの3作目となるベスト・アルバム。2021年12月15日にEMI Recordsから発売。

## 解説
前作『mix10th』以来約1年3か月ぶりとなるアルバム作品で、ベストアルバムとしては『Silent Siren Selection』以来約4年ぶりとなる。SILENT SIREN初となるオールタイム・ベストアルバムで同じくベストアルバムの『SILENT』と同時発売。
SILENT SIRENはベストアルバム発売後の12月30日に、全国ツアー「SILENT SIREN 年末スペシャルLIVE TOUR 2021『FAMILIA』」を行った後、活動休止を発表した為、同時発売の『SILENT』同様活動休止前最後のアルバム作品となる。

## 収録曲

### Disc 1
1. チラナイハナ
2. サイレン
3. Milky☆Way
4. まだ見ぬ明日を
5. Limited
6. LOST.W
7. What Show is it?
8. 爽快ロック
9. チャイナキッス
10. KAKUMEI
11. Routine
12. DanceMusiQ
13. 女子校戦争
14. 八月の夜
15. Love install
16. スローモーニング

### Disc 2
1. フジヤマディスコ
2. Pandora
3. Days.
4. Kaleidoscope
5. merry-go-round
6. KNiFE
7. ODOREmotion
8. 天下一品のテーマ
9. クリームソーダ
10. ALC.Monster
11. Reborn
12. Attack
13. HERO
14. 聞かせてwow wowを
15. Answer

Bonus Track
1. 恋爛漫
完全未発表による新曲